# Округ Канејбек (Минесота)
Канејбек (енгл. Kanabec County) је округ у америчкој савезној држави Минесота.

## Демографија
По попису из 2010. године број становника је 16.239, што је 1.243 (8,3%) становника више него 2000. године.
| Група             | 2000.          | 2010.          |
| Белци             | 14.490 (96,6%) | 15.606 (96,1%) |
| Афроамериканци    | 26 (0,2%)      | 55 (0,3%)      |
| Азијати           | 66 (0,4%)      | 53 (0,3%)      |
| Хиспаноамериканци | 140 (0,9%)     | 214 (1,3%)     |
| Укупно            | 14.996         | 16.239         |